# Jan Stanisław Berson
Jan Stanisław Berson ps. Jan Otmar (ur. 27 stycznia 1903 w Warszawie, zm. 8 kwietnia 1946 w Sztokholmie) – polski dziennikarz i sowietolog.

## Życiorys
Był publicystą związanym z obozem sanacyjnym. Pracowniki redakcji „Głosu Prawdy” i „Gazety Polskiej”. W latach 1932–1935 był stałym korespondentem Polskiej Agencji Telegraficznej w Moskwie (wydalony w 1935). Autor trzech książek o ZSRR napisanych pod pseudonimem Jan Otmar. Pod swoim nazwiskiem wydał książkę Sowieckie zbrojenia moralne. W czasie II wojny światowej wyjechał z Polski przez Litwę do Szwecji. Był korespondentem podczas wojny radziecko-fińskiej 1939–1940. 

## Wybrane publikacje
- Jan Otmar, Nowa Rosja: na przełomie dwóch piatiletek, przedmowa Ryszard Matuszewski, Warszawa: „Sarmacja” 1933 (wyd. 2 - 1934).
- Jan Otmar, Minus Moskwa: (Wołga-Kaukaz-Krym), Warszawa: „Rój” 1935.
- Jan Otmar, Kreml na biało, Warszawa: „Rój” 1936.
- Jan Berson, Sowieckie zbrojenia moralne, Warszawa: Główna Księgarnia Wojskowa 1937.

## Ordery i odznaczenia
- Krzyż Kawalerski Orderu Odrodzenia Polski (10 listopada 1933)[1]